# Потоцкий, Александр Ян
Александр Ян Потоцкий (1662—1714) — польский магнат, подкоморий галицкий (с 1692), каштелян каменецкий (1702—1712), воевода смоленский (1712—1714). Староста щирецкий и черкасский.

## Биография
Представитель примасовской линии польского магнатского рода Потоцких герба «Пилява». Старший сын каштеляна каменецкого Павла Потоцкого (ум. 1674) от второго брака с Элеонорой (Еленой) Петровной Салтыковой (ум. 1691). Младшие братья — Теодор Анджей, Стефан, Якуб, Михаил и Пётр Ян.
Также у него был сводный брат, каштелян каменецкий Юзеф Станислав.
С 1692 года — подкоморий галицкий, позднее каштелян каменецкий (1702—1712) и воевода смоленский (1712—1714). Был также старостой щирецким и черкасским.
Член Сандомирской конфедерации 1704 года.
Был владельцем Монастыриски и Устья-Зелёного (после его смерти вдова Тереза в 1726 году разделила имение между сыновьями).

## Семья и дети
1-я жена — Сюзанна Карчевская, дочь каштеляна галицкого Томаша Карчевского. Их единственный сын Томаш (ум. 1689), скончался в юности.
2-я жена — Тереза Тарло, дочь каштеляна завихостского Александра Тарло (1630—1683) и Иоанны Костки (ум. 1684). Дети от второго брака:
- Эльжбета, муж — староста вавольницкий Мартин Щука
- Тереза — монахиня во Львове
- Юзеф (ок. 1695—1764), каштелян львовский, щирецкий и чорштынский
- Антоний Михаил (1702—1766), воевода белзский